# Bahnhofstrasse (Aarau)
Die Bahnhofstrasse ist eine rund 700 Meter lange Strasse in Aarau und ein Abschnitt der Hauptstrasse 24. Sie führt vom Aargauerplatz in östlicher Richtung zum Bahnhof Aarau. Darüber hinaus ist sie die bedeutendste Einkaufsstrasse der Stadt und eine wichtige Verkehrsader. Entlang der Strasse stehen mehrere Bauwerke im klassizistischen und neugotischen Stil.

## Lage
Ausgangspunkt der Bahnhofstrasse ist der Aargauerplatz (früher Regierungsplatz genannt), an dem das Regierungsgebäude, das Aargauer Kunsthaus und die Obere Mühle stehen. Nach Westen führt der Schanzrain in Richtung Schönenwerd, nach Süden die Obere Vorstadt in Richtung Unterentfelden, nach Norden die Vordere Vorstadt und die Hintere Vorstadt zur Aarauer Altstadt. Nach etwa 400 Metern wird der Bahnhof passiert. Östlich des Bahnhofs endet die Bahnhofstrasse am Kreuzplatz, wo die Laurenzenvorstadt und die Hauptstrassen in Richtung Buchs und Rohr aufeinandertreffen.
Die Bahnhofstrasse ist eine wichtige Durchgangsachse für den motorisierten Individualverkehr, ausserdem bündeln sich hier sämtliche Linien des Busbetriebs Aarau. Der Abschnitt zwischen Bahnhof und Kreuzplatz ist eine Einbahnstrasse, der Verkehr in entgegengesetzter Richtung wird über die Laurenzenvorstadt und die Poststrasse geführt.

## Geschichte
Der Verlauf der Bahnhofstrasse entspricht ungefähr jenem der Römerstrasse zwischen dem Legionslager Vindonissa und der Stadt Aventicum. Bei Ausgrabungen kamen verschiedene Spuren der römischen Besiedlung zum Vorschein. Funde von Münzen, Mauerresten und Abwasserleitungen deuten auf die Existenz einer Mansio nahe der Kreuzung von Bahnhof- und Kasinostrasse hin. Im Mittelalter und in der Frühen Neuzeit war der als Alte Strasse bezeichnete Verkehrsweg von untergeordneter Bedeutung, da der West-Ost-Verkehr von der Altstadt über die Laurenzenvorstadt führte.
Dies änderte sich mit der Eröffnung des Bahnhofs im Jahr 1858. In der Folge entwickelte sich die Bahnhofstrasse immer mehr zur Hauptverkehrsachse Aaraus, an der Geschäfts- und Verwaltungsbauten, Schulhäuser und Museen errichtet wurden. Von 1906 bis 1967 verkehrte die schmalspurige Aarau-Schöftland-Bahn als Strassenbahn eingleisig durch den westlichen Teil der Bahnhofstrasse, mit einer Spitzkehre vor dem Regierungsgebäude.
Seit August 2023 wird ein neues Verkehrsregime getestet, wobei u. a. die zulässige Höchstgeschwindigkeit von 50 km/h auf 30 reduziert wird. Der Versuch soll den Verkehrsfluss optimieren und insgesamt ein Jahr dauern.

## Bedeutende Gebäude
(von West nach Ost; ungerade Hausnummern auf der Nord- und gerade Hausnummern auf der Südseite)

### Nr. 5/7 (Obere Mühle)

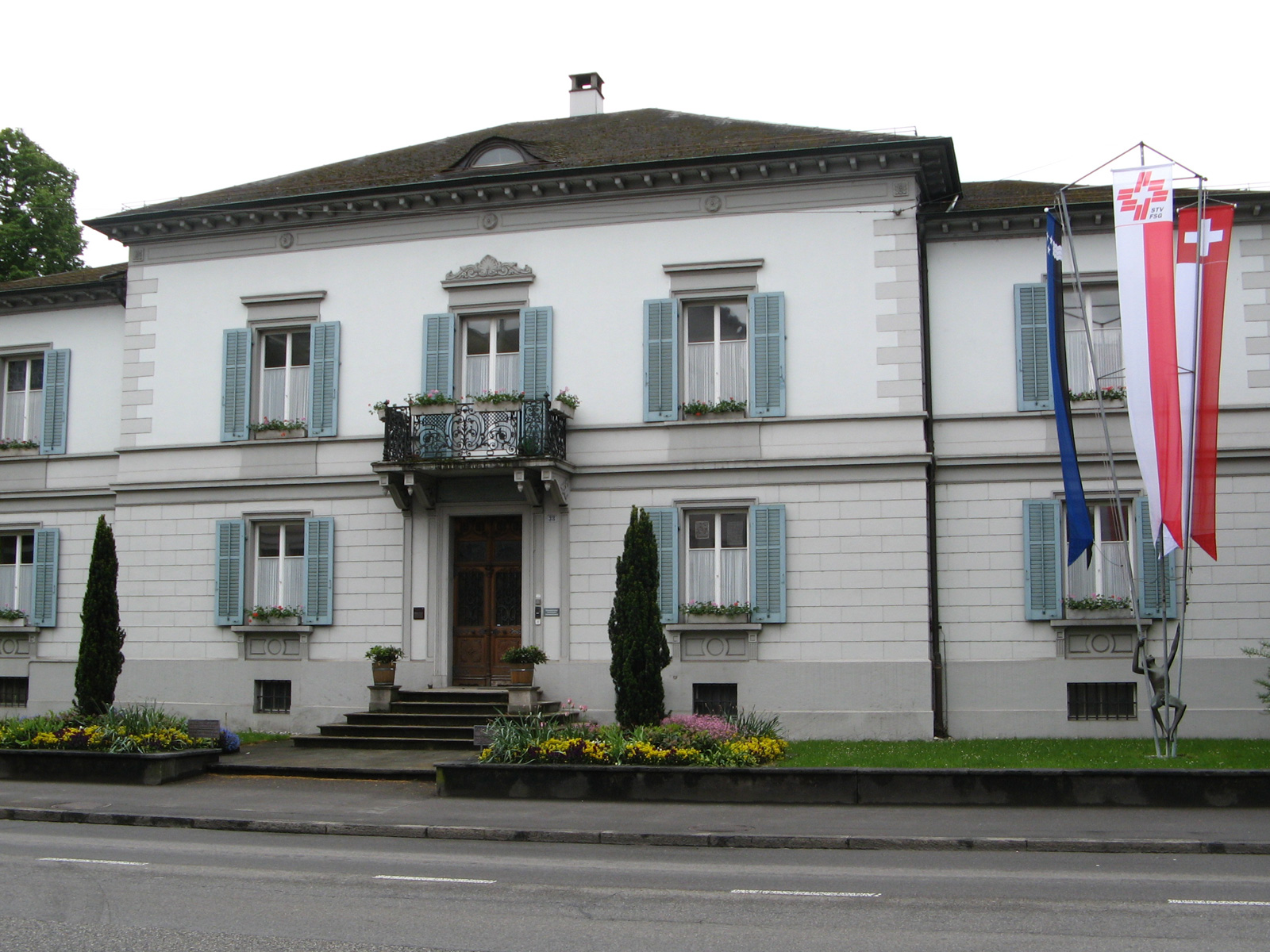
Villa Zurlinden / Turnerheim

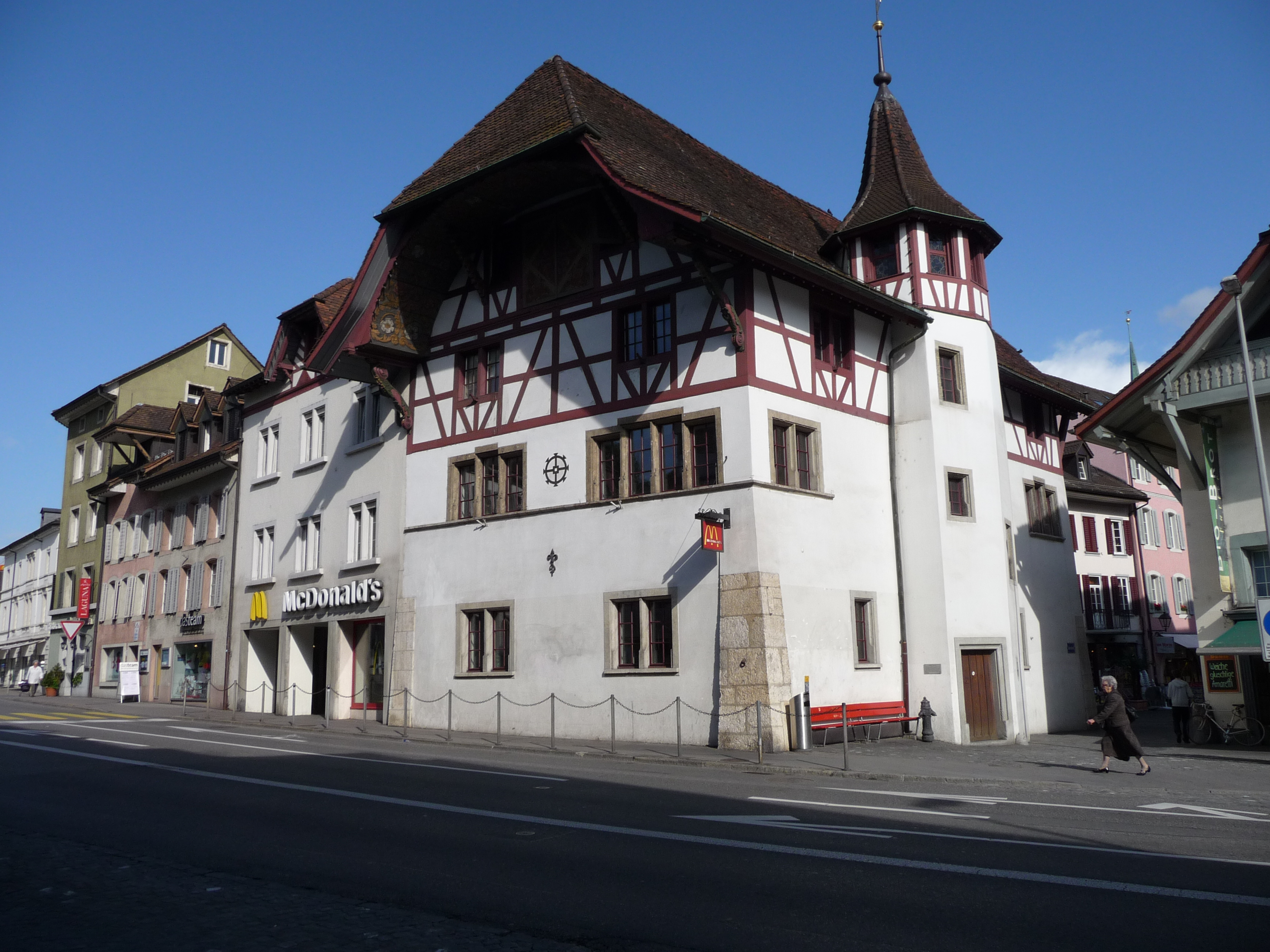
Obere Mühle

Die Obere Mühle oder Alte Mühle am oberen Ende der Vorderen Vorstadt ist ein aus dem frühen 17. Jahrhundert stammendes ehemaliges Mühlengebäude. Das Wasser des mittlerweile zugedeckten Stadtbachs trieb einst die Mühlräder an. Von 1893 bis 1907 diente das Gebäude als erstes städtisches Elektrizitätswerk. Die Obere Mühle ist im spätgotischen Stil erbaut und besitzt ein Satteldach, wodurch es einem Bürgerhaus der Frühen Neuzeit gleicht. Auf der östlichen Langseite des dreistöckigen oblongen Kubus ist zur Hälfte ein vorstehender polygonaler Treppenturm unter einem kantigen Spitzhelm vorgebaut. Wie bei zahlreichen anderen Häusern Aaraus ist die Ründe bemalt.

### Nr. 38 (Villa Zurlinden / Turnerheim)
Im «Turnerheim» befindet sich der Hauptsitz des Schweizerischen Turnverbandes. Bei dem Gebäude handelt es sich um die zwischen 1850 und 1860 erbaute Villa im spätklassizistischen Stil. 1928 ging das Villengebäude der Fabrikantenfamilie Zurlinden in den Besitz des Turnverbandes über, woraufhin zwei Flügel angebaut wurden. Im Erdgeschoss weist das Gebäude eine glatte Putzquaderung und rechteckige Fenster mit ornamentierten Brüstungsfeldern auf. Durch Gurtgesimse davon abgesetzt ist das Obergeschoss, das von einer Eckquaderung gefasst wird. Unter einem flach geneigten Walmdach schliessen ein mit Rosetten geschmücktes Friesband und eine Konsole den Bau ab.

### Nr. 46 (Pestalozzischulhaus)

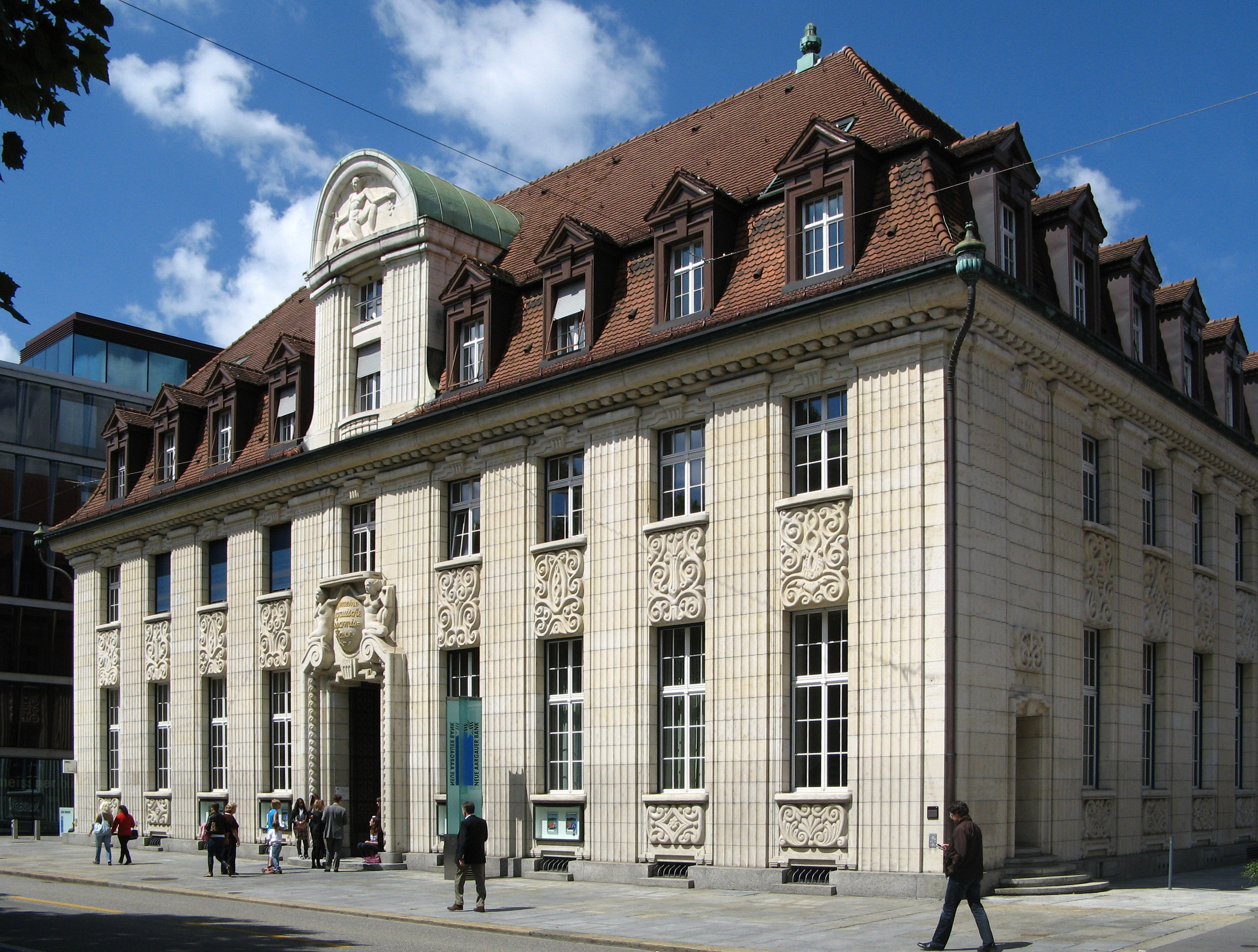
Bankgebäude NAB

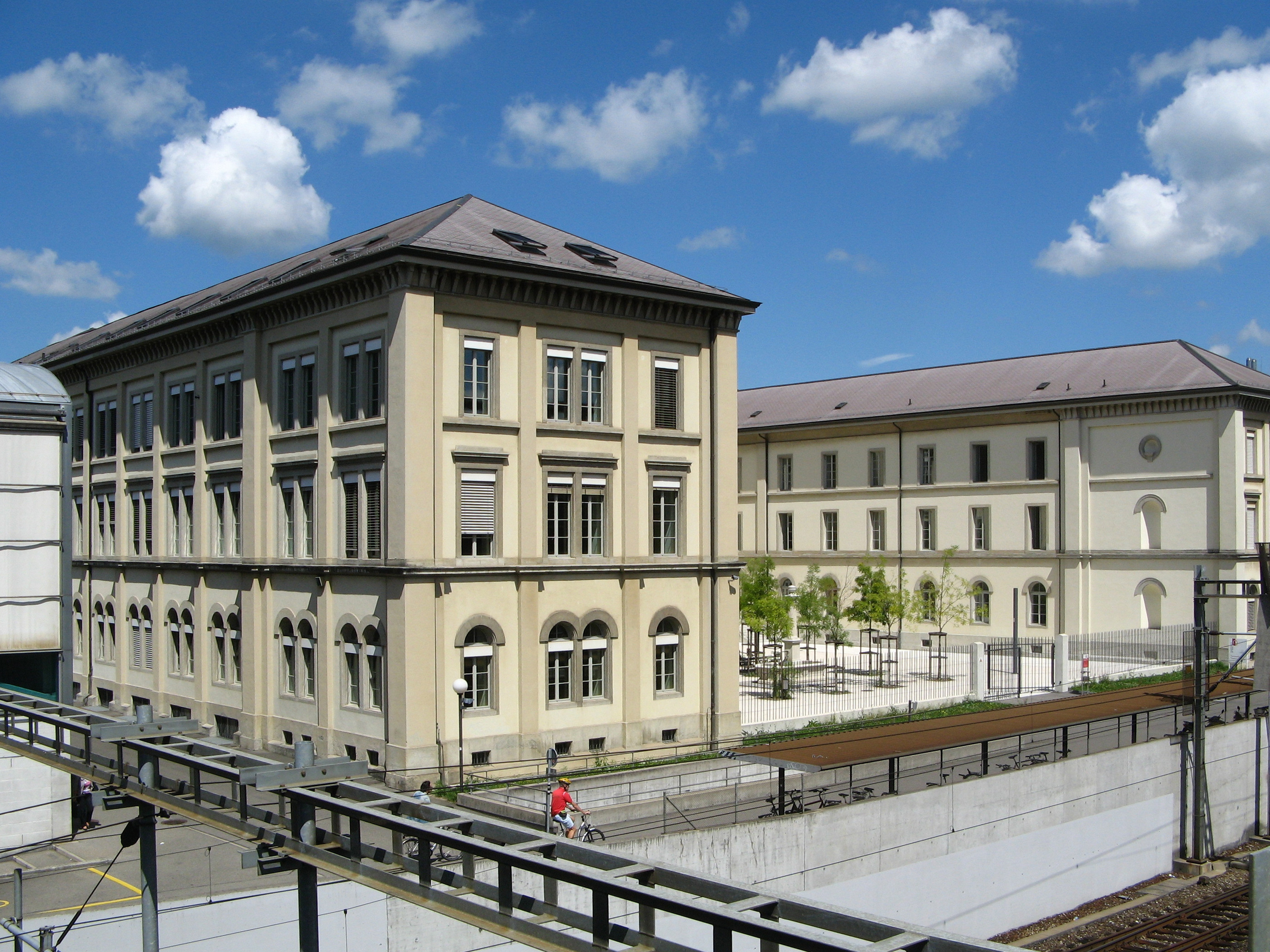
Pestalozzischulhaus

Das Pestalozzischulhaus besitzt schlichte, aber monumentale Fassaden im Neorenaissancestil. Die drei Flügel sind durch markante Seiten- und Mittelrisalite gegliedert. Nachdem die Stadt 1869 den Bauplatz geschenkt erhalten und zusätzlich das Erbe eines wohlhabenden Bürgers angetreten hatte, schrieb sie einen Architektenwettbewerb aus. Das Projekt des Wettbewerbssiegers Caspar Otto Wolff wurde jedoch aus Sparsamkeitsgründen nicht ausgeführt, den Zuschlag erhielten stattdessen Carl Rothpletz und Felix Wilhelm Kubly. Die Bauarbeiten begannen 1870 und waren 1875 abgeschlossen. Seit 1927 ist das Schulhaus nach Johann Heinrich Pestalozzi benannt. Heute wird das Gebäude von der kaufmännischen Handelsschule genutzt. Umfassende Renovierungsarbeiten mit Kosten in der Höhe von 21 Millionen Franken wurden 2014 fertiggestellt.

### Nr. 49 (Bankgebäude NAB)
Robert Curjel und Karl Moser entwarfen 1910 im Auftrag der Allgemeinen Aargauischen Ersparniskasse den neuen Hauptsitz dieses Unternehmens, das mittlerweile in der Neuen Aargauer Bank aufgegangen ist. Errichtet wurde das Gebäude in den Jahren 1912/13. Von den benachbarten Bauten hebt es sich durch expressiv stilisierte Neobarockformen ab, die in ihrer Entstehungszeit als sehr modern galten. Vom Bildhauer Otto Kappeler stammen die wuchtig wirkenden Bauplastiken. Die Fassade ist eine Abfolge eng gestellter kannelierter Pilaster, ein hohes Mansardwalmdach bildet den Abschluss des Gebäudes. Ein verziertes Portal und ein Zwerchhaus mit dekoriertem Giebelfeld heben die Mittelachse hervor.

### Nr. 61 (Bankgebäude UBS)

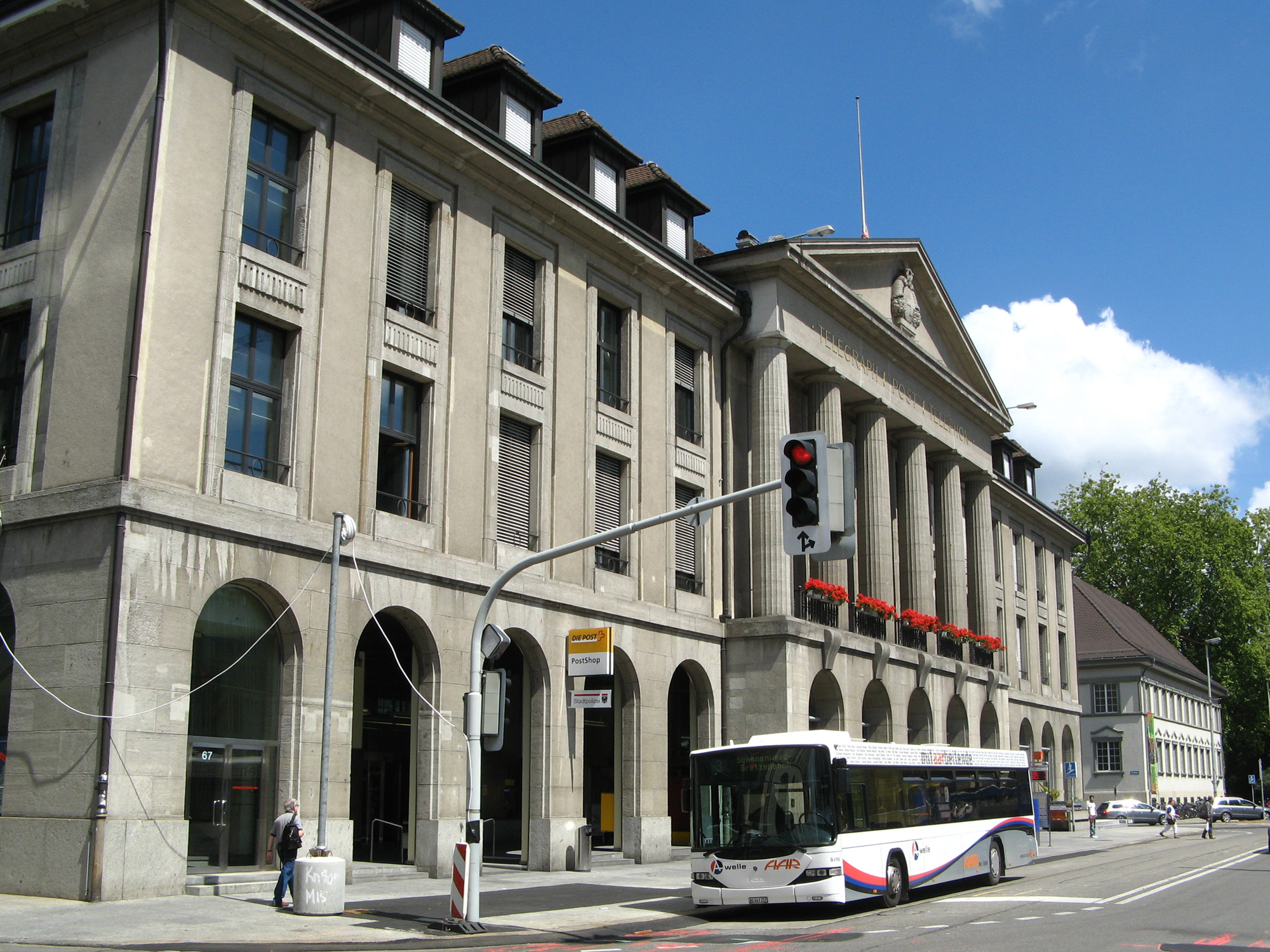
Hauptpost

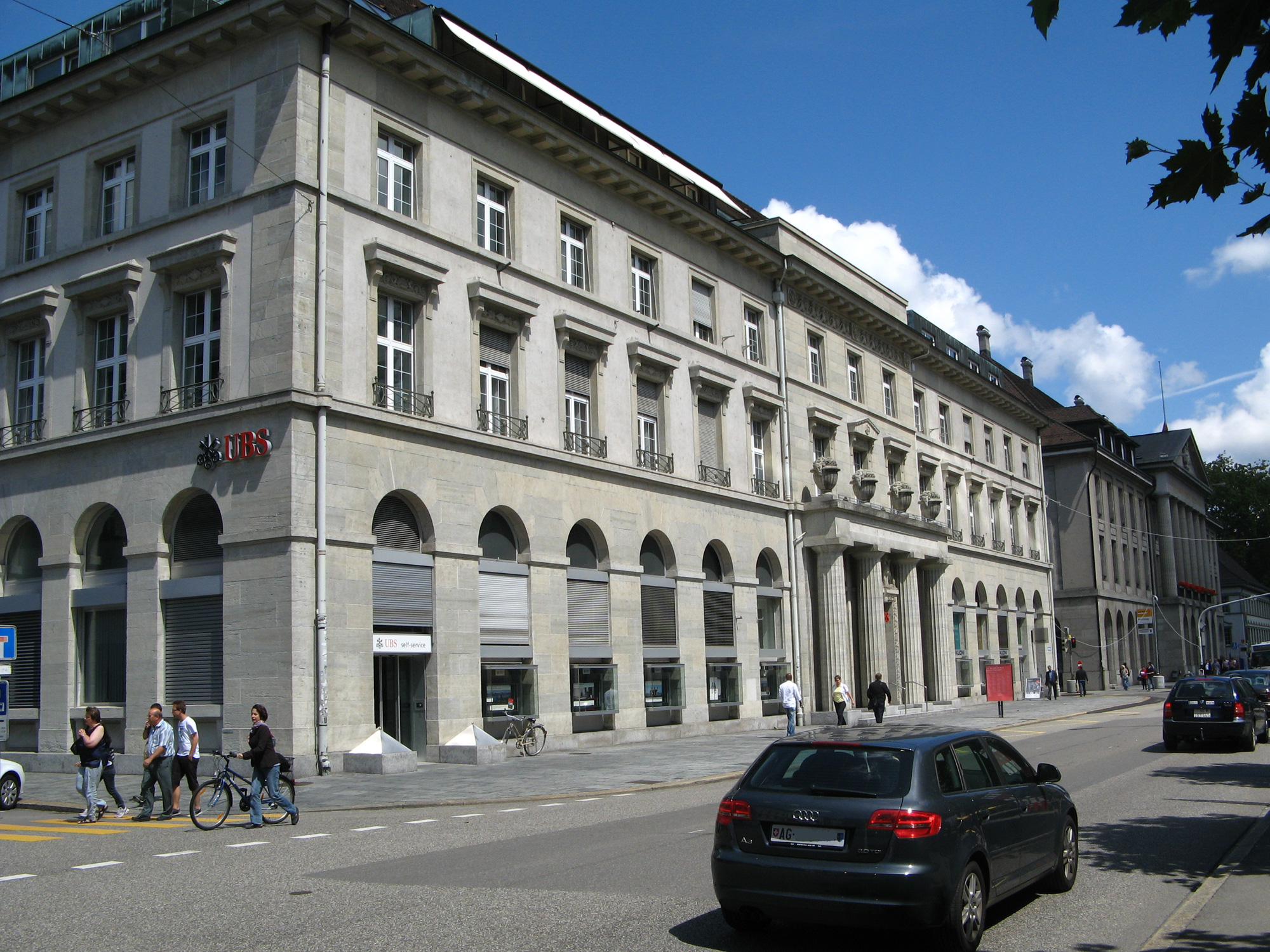
Bankgebäude UBS

Die Aargauische Kreditanstalt schrieb 1918, ein Jahr vor ihrer Fusion mit der Schweizerischen Bankgesellschaft, einen Architektenwettbewerb aus. Sieger waren die Gebrüder Friedrich und Robert Saager. Dies Ausführung erfolgte 1922, wobei der schlichte neoklassizistische Wettbewerbsentwurf überarbeitet und um monumentalisierende Elemente (Anfügung eines Portikus mit dorischen Säulen) erweitert wurde. Seit 1998 ist das Gebäude die Aarauer Filiale der UBS.

### Nr. 67 (Hauptpost)
Aufgrund des chronischen Platzmangels beschloss das Eidgenössische Departement des Innern im Jahr 1909, in Aarau ein neues Hauptpostgebäude zu errichten, das auch die Verwaltung der Kreispostdirektion aufnehmen sollte. Im Architektenwettbewerb setzten sich Bracher & Widmer und Marcel Daxelhoffer durch. Das Projekt erfuhr zahlreiche Änderungen: So gab man den ursprünglich vorgesehenen Bauplatz an der Ecke Bahnhofstrasse/Zeughausstrasse auf und errichtete das Gebäude direkt gegenüber dem Bahnhof. Die 1914/15 erstellte, neoklassizistische Hauptpost mit dorischen Säulen begründete somit endgültig die Symmetrie des Bahnhofplatzes. In den 1980er Jahren wurde an der Rückseite ein Erweiterungsbau errichtet.

### Nr. 71 (Naturama)

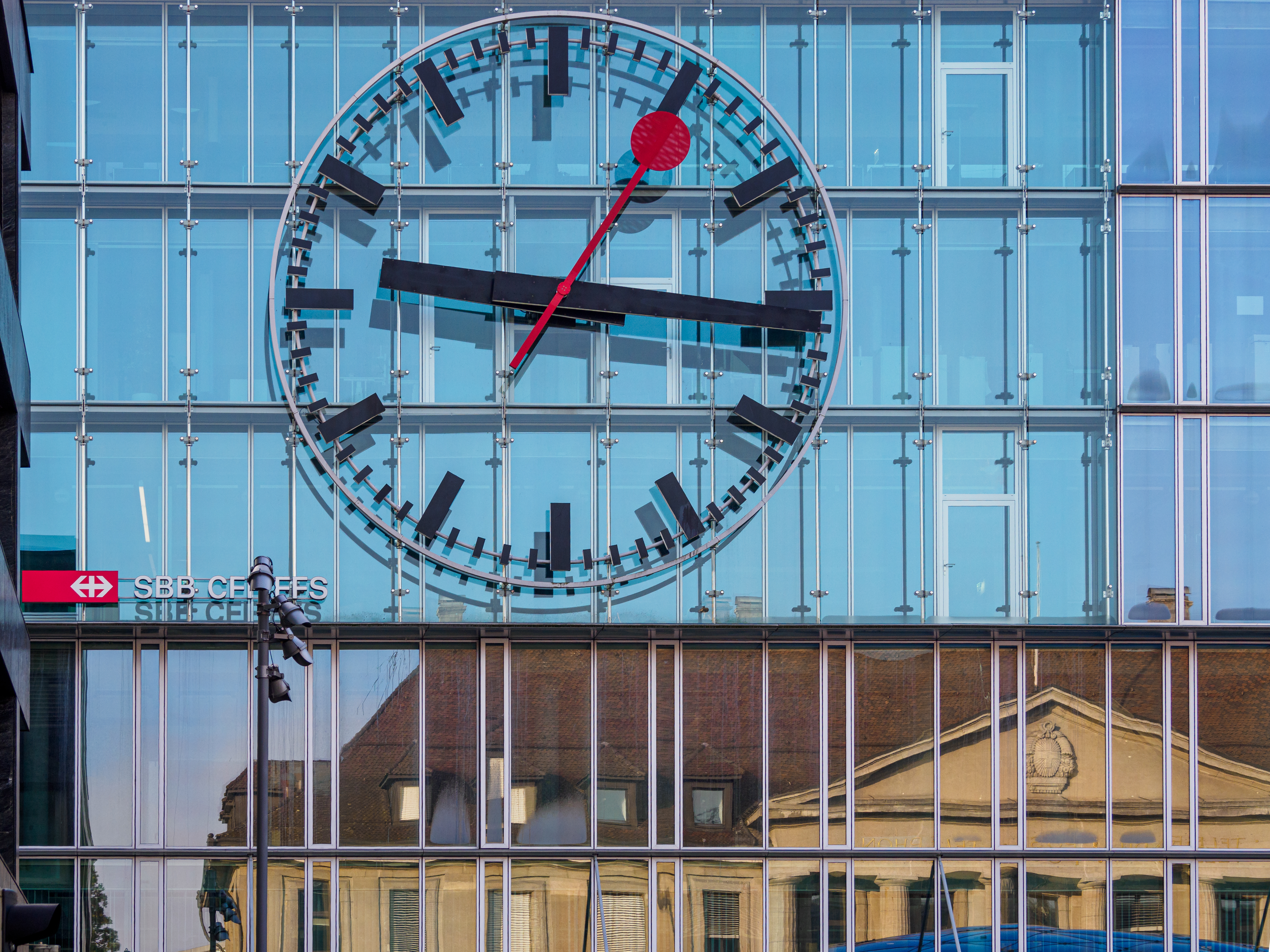
Bahnhofsuhr Aarau

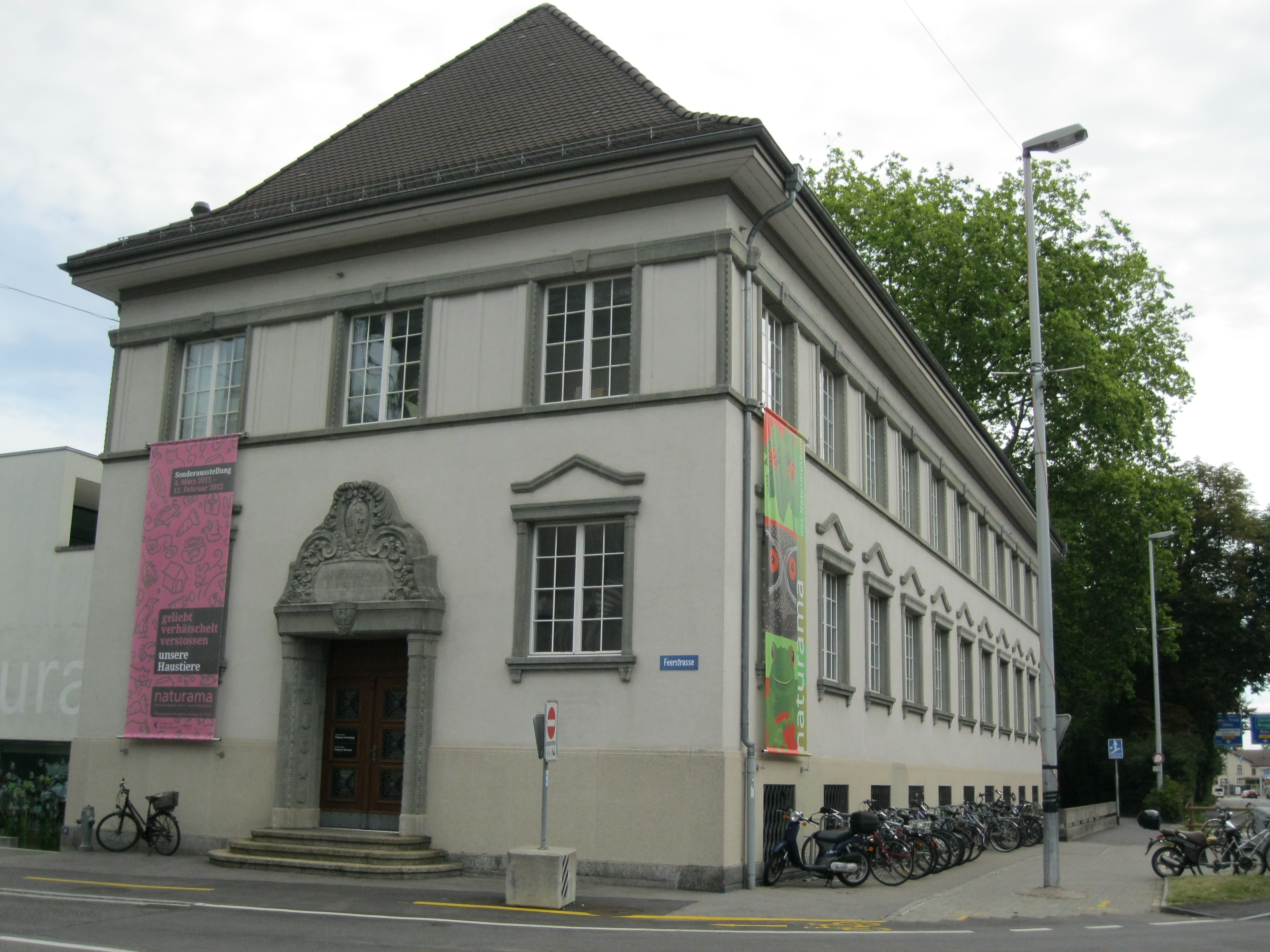
Naturama

Als Naturama wird das Naturkundemuseum des Kantons Aargau bezeichnet, das auf der Sammlung der Aargauischen Naturforschenden Gesellschaft basiert. Die Gesellschaft schrieb 1917/18 einen Wettbewerb aus. Danach entstand von 1920 bis 1922 nach Plänen von Hans Hächler eine winkelförmige Anlage im expressionistischen Neobarockstil, wobei man eine im Jahr 1890 entstandene Villa miteinbezog. Über dem Haupteingang ist eine von stark plastischem Zierwerk umrahmte Kartusche mit der Inschrift «Natur u. Heimat Museum» angebracht. Der 1945 errichtete nordseitige Erweiterungsbau an der Feerstrasse wurde 2001 durch einen Bau des Architekten Arthur Rüegg ersetzt.

### Nr. 72 (Bahnhof)
Namensgeber der Strasse ist der Bahnhof Aarau, der auf der Südseite etwas zurückversetzt am Rande eines Vorplatzes steht. Das heutige Gebäude ist ein moderner Glas-Beton-Neubau des Architekten Theo Hotz, der 2010 fertiggestellt wurde. Auffälligstes Merkmal ist eine der grössten Bahnhofsuhren Europas. Als die Eisenbahn 1856 Aarau erreichte, stand zunächst nur ein provisorischer Bahnhof im Schachen zur Verfügung. Die Eröffnung des Aarauer Stadttunnels im Jahr 1858 ermöglichte die Verlegung an den endgültigen Standort. 1859 konnte das nach Plänen von Jakob Friedrich Wanner erbaute Bahnhofgebäude bezogen werden. Nach verschiedenen Umbauten erwies sich das Gebäude nicht mehr als zeitgemäss, weshalb es 2008 abgebrochen wurde. Auf dem Vorplatz stand von 1924 bis 2009 das Schützendenkmal.

### Nr. 79–83 (Karl-Moser-Haus)

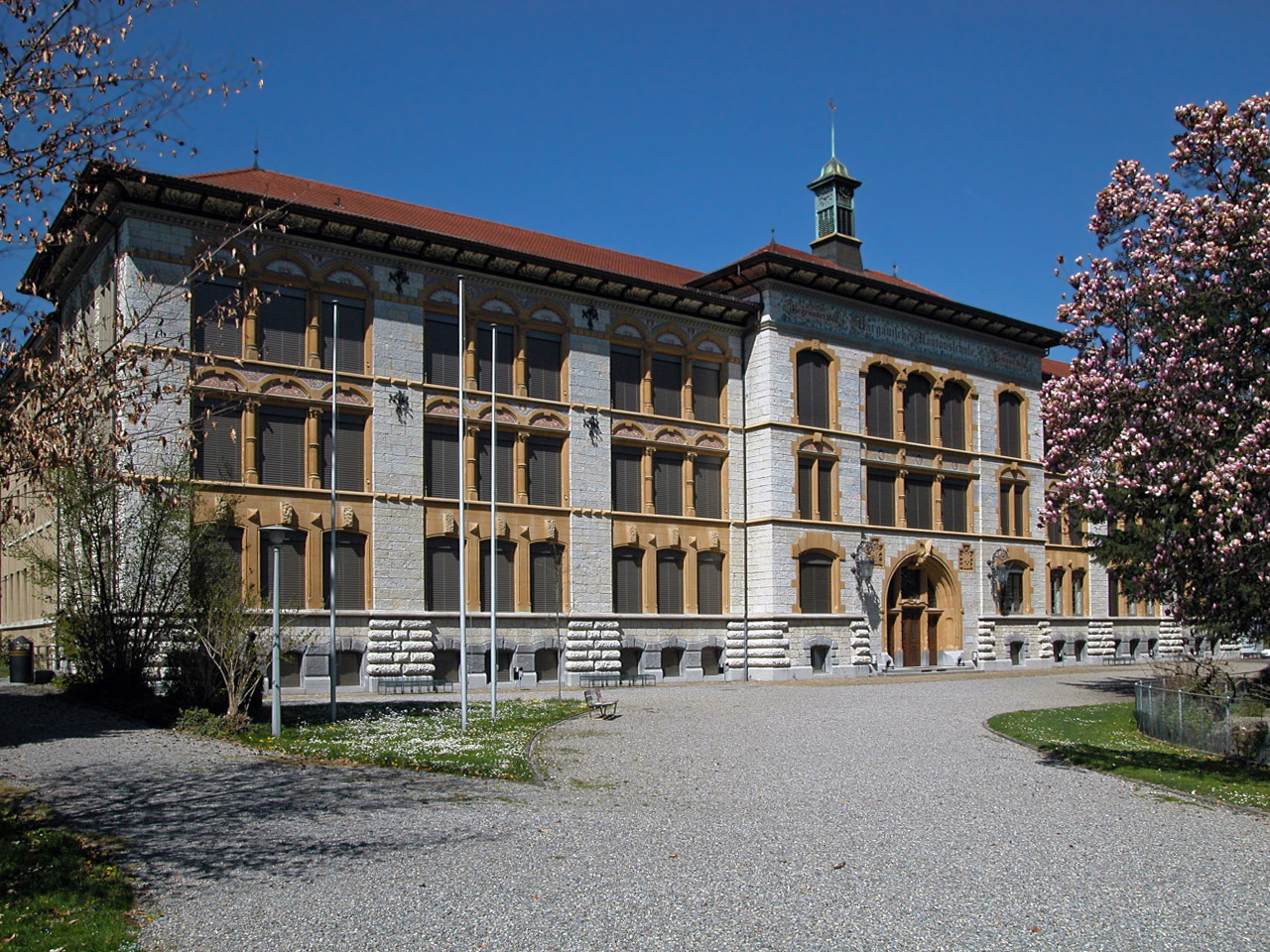
Albert-Einstein-Haus der Alten Kantonsschule

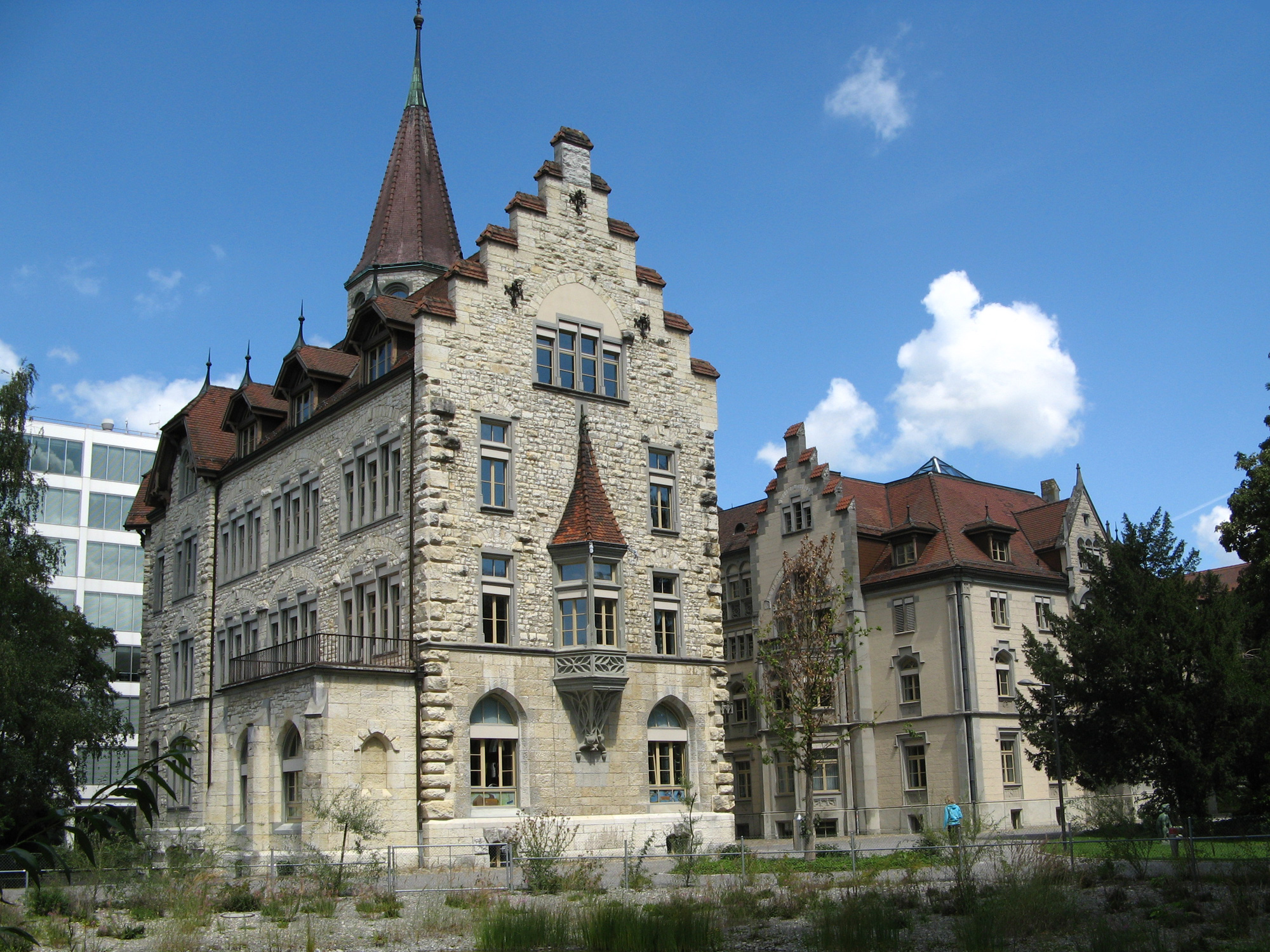
Karl-Moser-Haus

Im Karl-Moser-Haus ist die Kantonale Schule für Berufsbildung untergebracht. 1862 liess Carl Feer-Herzog auf dem Gelände eine Villa errichten. Im Auftrag des Kantons entstand zwischen 1894 und 1896 das Gewerbemuseum, wobei der Architekt Karl Moser die bestehende Villa in das Projekt miteinbezog. Ab 1959 (Eröffnung des Aargauer Kunsthauses) diente das Gebäude als Schulhaus. Zusammen mit dem benachbarten Albert-Einstein-Haus bildet es ein historistisches Ensemble, die Baustile sind aber unterschiedlich. Die neugotische Villa und der westlich daran anschliessende Neubau bilden zusammen einen dreiseitig geschlossenen Hof. Ein Turm mit ziegelgedecktem Spitzhelm bildet den Übergang zwischen beiden Gebäudeteilen. Die beiden dreigeschossigen Trakte weisen grob bossierte Fassaden aus Hausteinen auf. Die südliche Giebelfassade wird durch einen Erker geschmückt und von einem hohen Treppengiebel abgeschlossen.

### Nr. 91 (Albert-Einstein-Haus)
Dieses nach Albert Einstein benannte Bauwerk ist das Hauptgebäude der Alten Kantonsschule Aarau. Es wurde zeitgleich mit dem benachbarten Gewerbemuseum erbaut (1894–1896), ebenfalls nach Plänen von Karl Moser. Derselbe Architekt entwarf auch den 1914–1916 errichteten Westflügel. Stilistisch lehnte er sich an die deutsche Renaissance an. Das dreigeschossige symmetrische Bauwerk besteht aus einem Mitteltrakt mit Treppenhaus und Aula sowie aus zwei Seitenflügeln mit den meisten Schulräumen. Die nach Süden gerichtete Hauptfassade besteht aus flächig gehaltenem Sandsteinmauerwerk. Der Erweiterungsbau schliesst sich rückwärtig an und hebt sich durch die neoklassizistische Formensprache deutlich ab.